# Достук (Аламудунский район)
Достук — село в Аламудунском районе Чуйской области Кыргызстана. Входит в состав Пригородного аильного округа. Код СОАТЕ — 41708 203 859 04 0.

## Население
| год     | 2009 | 2014 | 2015 |
| ------- | ---- | ---- | ---- |
| человек | 1659 | 1274 | 1376 |